# Щоденники Чорнобиля (фільм)
«Щоденники Чорнобиля» (англ. Chernobyl Diaries, в українському прокаті «Заборонена зона», робоча назва: «Щоденник Лоусона Оксфорда» англ. The Diary of Lawson Oxford) — американський фільм жахів, режисера Бредлі Паркера. Дія відбувається в Зоні відчуження Чорнобильської АЕС. Прем'єра в Україні відбулася 24 травня 2012 року.
Слоган фільму: Десять років тому уряд дозволив екскурсії в «Мертве місто». Вони стверджували, що це безпечно … вони помилялися.

## Зміст
Після Чорнобильської катастрофи квітуче місто Прип'ять було залишене людьми за одну добу і закрите для всіх назавжди. Висока радіація, мутація рослин і живих істот зробили життя людей там неможливим. Однак любителів підвищеної дози адреналіну вистачає у всі часи. Група туристів-екстремалів зважується на сумнівну екскурсію в заборонену зону. Вони й не підозрюють, що насправді ховають місця, у яких люди жити не змогли.

## Ролі
- Джонатан Садовський — Пол
- Дмитро Дяченко — Юрій
- Девін Келлі — Аманда
- Натан Філіпс — Майкл
- Джессі Маккартні — Кріс
- Олівія Дадлі — Наталі
- Інгрід Болсай Бердал — Зоуї
- Павло Личніков — доктор

## Цікаві факти
- Перші ідеї щодо історії фільму спали на думку Орену Пелі, коли він натрапив на опубліковані в інтернеті фотографії з Прип'яті.
- Фільм не показувався заздалегідь для критиків.
- Існує одна майже завершена градирня (охолоджувальна вежа) і одна ледь розпочата, які повинні були бути використані для блоків 5 і 6 Чорнобильської АЕС. У фільмі ж показують 3 або 4 повністю побудованих градирні, що є вигадкою.
- Коли група заходить в одну з будівель, червоне світло від камери оператора відбивається в скляних дверях.
- Фотокамера, яку використовує Аманда — Nikon D3100. Об'єктив — AF-S DX NIKKOR 18–55 mm f / 3,5-5,6 G VR.
- На стоянці в Прип'яті показано техніку, яка аж ніяк не могла бути залишена в 1986 році. Так, ВАЗ-21099 і АЗЛК-2141 почали випускатися тільки в 1991 і 1986 роках відповідно, причому АЗЛК-2141 було 5 штук, а тролейбуса не могло бути через відсутність в Прип'яті електромереж для даного виду транспорту, також помічені ВАЗ-2108 і ВАЗ-2104.
- Насправді КПП «Прип'ять» розташований на самому початку міста (у фільмі сказано, що до найближчого КПП 20 км), від парку атракціонів — на відстані 600—700 метрів, а від четвертого енергоблоку — близько двох кілометрів, також прямо перед в'їздом у місто є пост санітарної охорони.
- На КПП «Прип'ять», де Юрій розмовляє з солдатами, на їхній формі видно нарукавні нашивки спецпідрозділу МВС України «Беркут».
- Під час прокату фільму ходили чутки, що зйомки проводилися в реальних місцях Прип'яті та Чорнобиля. Насправді фільм було знято в Сербії та Угорщині, про що свідчать титри. Це видно і за оглядовим колесом: у Прип'яті оглядове колесо є в парку і навколо нього немає житлових будинків. Крім того, нині Прип'ять дуже заросла деревами і чагарником.
- Провідник неправильно користується дозиметром, опускаючи його майже до землі. Таким чином, в основному, вимірюється бета-випромінювання, яке навіть на дуже невеликій відстані не становить серйозної небезпеки. Для вимірювання більш небезпечного гамма-випромінювання дозиметр постійно працює і при досягненні встановленого порогового значення видає сигнали.